# جاستن جونز (مغن مؤلف)
جاستن جونز (بالإنجليزية: Justin Jones)‏ هو مغن مؤلف أمريكي، ولد في 17 أغسطس 1979.

## وصلات خارجية
- جوستين جونز على موقع ميوزك برينز (الإنجليزية)